# Fédération nationale des étudiants du Bénin
 (août 2025).
La Fédération nationale des étudiants du Bénin (FNEB) est une organisation estudiantine béninoise créée en 1990, dans le contexte de la Conférence nationale et de la transition démocratique au Bénin. Régie par le droit béninois, elle a pour objectif de représenter, défendre et promouvoir les intérêts matériels, moraux et académiques des étudiants dans les établissements d’enseignement supérieur du pays. Depuis sa création, la FNEB s’est affirmée comme l’un des principaux acteurs du mouvement étudiant au Bénin, en participant aux débats publics liés à l’éducation, aux droits des étudiants, et aux réformes du système universitaire.

## Histoire
La Fédération nationale des étudiants du Bénin (FNEB) voit le jour en 1990, dans un contexte de transition politique majeure au Bénin marqué par la Conférence nationale des forces vives de la nation, qui met un terme au régime marxiste-léniniste du Parti de la révolution populaire du Bénin (PRPB).
La FNEB assure la gestion institutionnelle de Radio univers, la radio universitaire de l’Université d’Abomey-Calavi. Créée en 1990, une station qui est devenu un outil de communication, d’information et de formation pour la communauté estudiantine,.

## Liste des présidents historiques
- 2024 : Marius Tchomakou[4],
- 2022 : Véritas In’tisor Koudogbo[5]
- 2010 : François Tobalachè
- 2011 : Smith Hermann Ahouandjinou[6].
- Guy Mitokpè[7],